# Mahdi Sadeghneżad
Mahdi Sadeghneżad (pers.  مهدي صادق نژاد) – irański zapaśnik w stylu wolnym. 
Mistrz Azji w 2004.